# Seleção Tailandesa de Voleibol Masculino
A seleção tailandesa de voleibol masculino é uma equipe asiática composta pelos melhores jogadores de voleibol da Tailândia. A equipe é mantida pela Associação de Voleibol da Tailândia. Encontra-se na 43ª posição do ranking mundial da Federação Internacional de Voleibol segundo dados de 13 de setembro de 2021.
Nunca participou de uma edição de Jogos Olímpicos e participou uma vez no Campeonato Mundial, sendo a primeira vez em 1998 com seu melhor resultado, ou seja, o décimo nono lugar. No âmbito continental, estreou no Campeonato Asiático em 1987, e sendo seu melhor resultado quinto lugar (2005).